# Johansonia arxii
Johansonia arxii är en svampart som beskrevs av S.K. Bose & E. Müll. 1964. Johansonia arxii ingår i släktet Johansonia och familjen Saccardiaceae.   Inga underarter finns listade i Catalogue of Life.